# Palmengarten (Hannover)

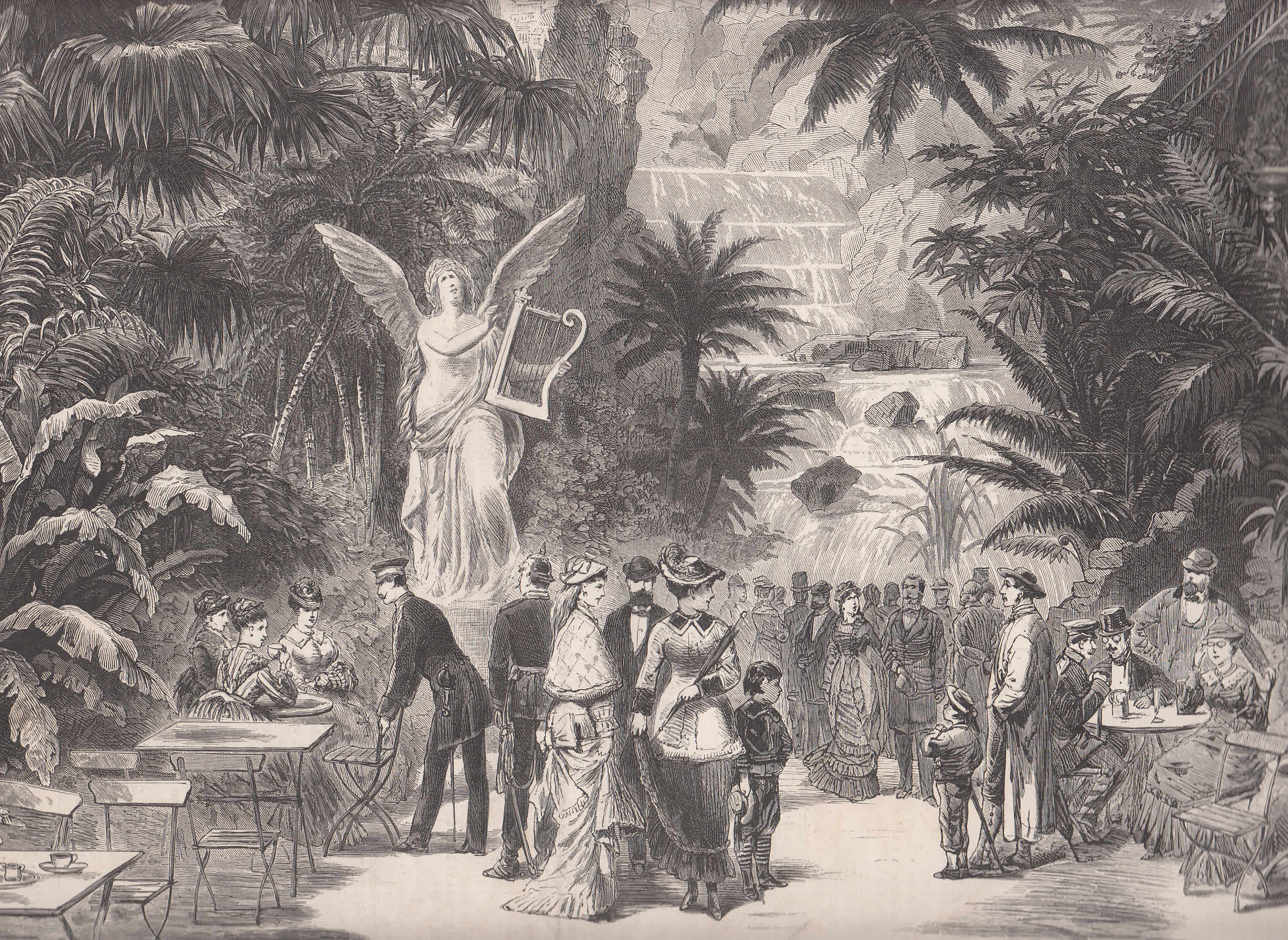
Animierte Illustration des Palmengartens;
Holzstich nach Carl Grote, 1881

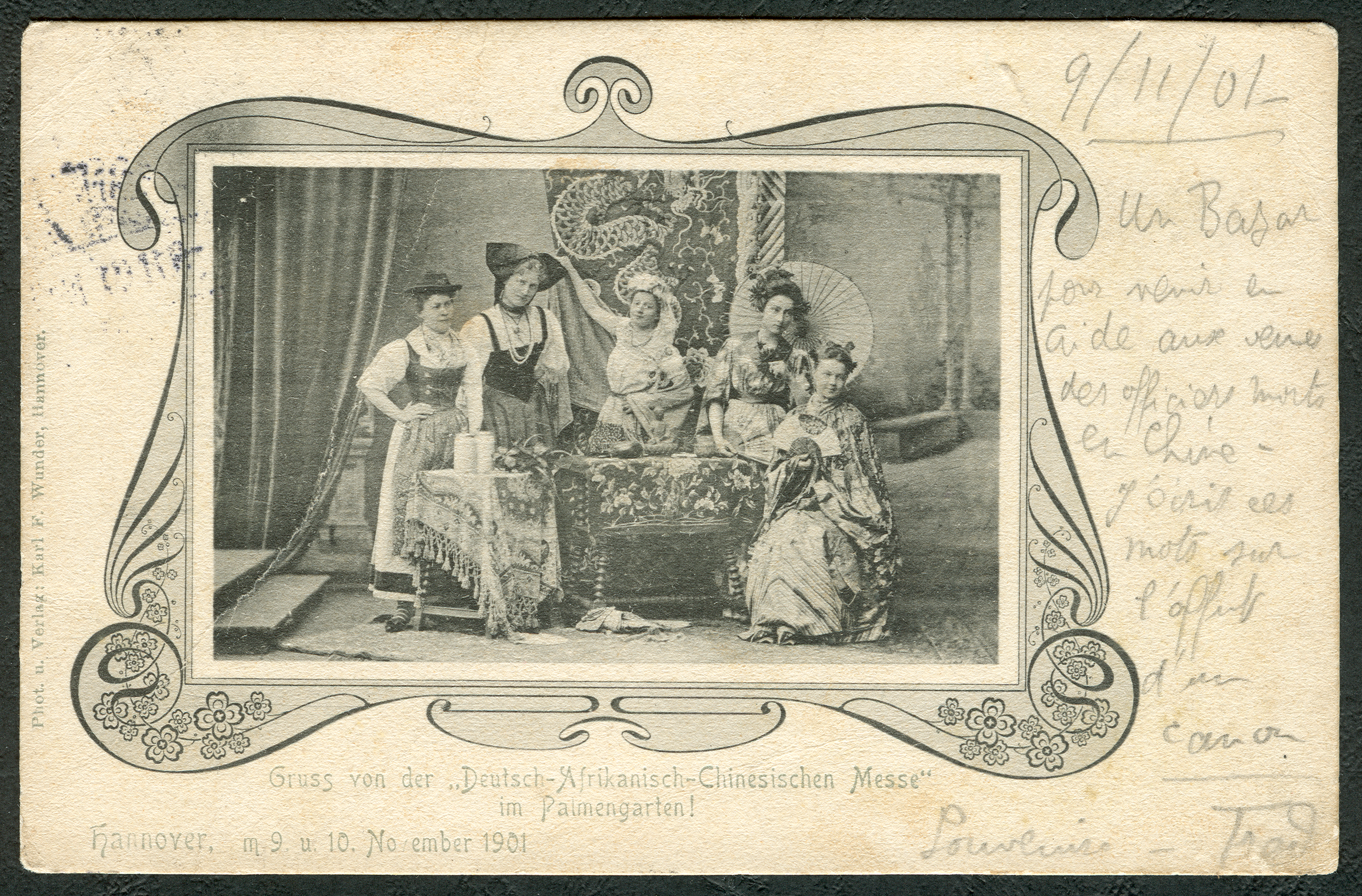
„Gruss von der Deutsch-Afrikanisch-Chinesischen Messe“ im November 1901 im Palmengarten;
Ansichtskarte von Karl F. Wunder

Der Palmengarten in Hannover war eine im 19. Jahrhundert von dem Architekten Otto Goetze eingerichtete Vergnügungsstätte in der ehemals königlichen Wagenremise an der Goethestraße. Die 1881 eröffnete Einrichtung war anfangs mit Palmengewächsen ausgestattet.
Das Etablissement stand im Eigentum des hannoverschen Immobilien-Magnaten Ferdinand Wallbrecht, der die Immobilie im Jahr 1890 mit 76 weiteren eigenen Gebäuden als Eigenkapital in die Hannoversche Immobilien-Gesellschaft einbrachte.
Am 22. Mai 1898 hielt die Deutsch-Hannoversche Partei ihre vierte Landesversammlung im Palmengarten ab.